# Васютин, Александр Юрьевич
Алекса́ндр Ю́рьевич Васю́тин (род. 4 марта 1995, Санкт-Петербург) — российский футболист, вратарь клуба «Акрон».

## Биография
Воспитанник петербургской футбольной школы «Смена», тренер Анвер Абдулхакович Конеев. Был в составе юношеской сборной России (до 17 лет) в элитном раунде квалификации к чемпионату Европы 2012 года, но на поле не выходил. В 2013 году стал победителем Мемориала Гранаткина и турнира Slovakia Cup в составе юношеской сборной России (до 19 лет). За молодёжный состав «Зенита» дебютировал 18 мая 2013 года в матче 29 тура против нижегородской «Волги» (0:2). Всего в молодёжном первенстве России провёл 42 матча, пропустил 56 голов. В ноябре 2013 сыграл два матча в юношеской лиге УЕФА — с «Атлетико» Мадрид (3:4) и «Аустрией» Вена (1:2).
В августе 2016 года был отдан в полугодовую аренду в финский «Лахти». 13 августа в первом же матче против ПК-35 вышел в стартовом составе и на второй компенсированной минуте при счете 0:1 забил гол после подачи со штрафного удара, прибежав в штрафную площадь соперника. В феврале 2017 аренда была продлена ещё на год. В 2017 году был признан лучшим вратарём чемпионата Финляндии.
В июле 2018 перешёл в клуб чемпионата Норвегии «Сарпсборг 08».
23 июля 2019 вернулся в «Зенит». Впервые в карьере сыграл за основной состав петербуржцев 30 октября 2019 в домашнем матче 1/8 Кубка России против «Томи» (4:0), а в РПЛ — 15 июля 2020 в матче с «Оренбургом» (4:1).
В феврале 2021 года был отдан в годичную аренду в шведский «Юргорден» с правом последующего выкупа. Затем аренда была продлена до конца 2022 года.
25 ноября 2022 года вернулся из аренды обратно в «Зенит». В сезоне 2022/23 стал чемпионом России, сыграв три матча в РПЛ. 3 июня 2024 года «Зенит» объявил о уходе Александра из клуба по окончании контракта.
В июле 2024 года стал игроком «Акрона» из Тольятти, вышедшего в Российскую премьер-лигу.

## Достижения
«Зенит»
- Чемпион России (3): 2019/20, 2022/23, 2023/24
- Обладатель Кубка России (2): 2019/20, 2023/24
- Обладатель Суперкубка России (3): 2016, 2020, 2023

 «Юргорден»
- Серебряный призёр чемпионата Швеции: 2022
- Бронзовый призёр чемпионата Швеции: 2021

Личные
- Лучший вратарь чемпионата Финляндии: 2017

## Статистика
| Выступление      | Выступление      | Выступление      | Лига | Лига  | Кубки | Кубки | Еврокубки | Еврокубки | Итого | Итого |
| Клуб             | Лига             | Сезон            | Игры | Голы  | Игры  | Голы  | Игры      | Голы      | Игры  | Голы  |
| ---------------- | ---------------- | ---------------- | ---- | ----- | ----- | ----- | --------- | --------- | ----- | ----- |
| → Лахти          | Вейккауслига     | 2016             | 12   | -14/1 | —     | —     | —         | —         | 12    | -14   |
| → Лахти          | Вейккауслига     | 2017             | 23   | -16   | 1     | -2    | —         | —         | 24    | -18   |
| → Лахти          | Вейккауслига     | 2018             | 9    | -5    | —     | —     | —         | —         | 9     | -5    |
| → Лахти          | Итого            | Итого            | 44   | -35/1 | 1     | -2    | —         | —         | 45    | -37   |
| Сарпсборг 08     | Элитесерьен      | 2018             | 12   | -16   | —     | —     | 11        | -17       | 23    | -33   |
| Сарпсборг 08     | Элитесерьен      | 2019             | 13   | -16   | 1     | 0     | —         | —         | 14    | -16   |
| Сарпсборг 08     | Итого            | Итого            | 25   | -32   | 1     | 0     | 11        | -17       | 37    | -49   |
| Зенит (СПб)      | Премьер-лига     | 2019/20          | 2    | -2    | 1     | 0     | 0         | 0         | 3     | -2    |
| Зенит (СПб)      | Премьер-лига     | 2022/23          | 3    | -3    | 1     | -1    | —         | —         | 4     | -4    |
| Зенит (СПб)      | Премьер-лига     | 2023/24          | 1    | -3    | 4     | -4    | —         | —         | 5     | -7    |
| Зенит (СПб)      | Итого            | Итого            | 6    | -8    | 6     | -5    | 0         | 0         | 12    | -13   |
| → Юргорден       | Аллсвенскан      | 2021             | 10   | -5    | 4     | -2    | —         | —         | 14    | -7    |
| → Юргорден       | Аллсвенскан      | 2022             | 2    | -2    | 0     | 0     | 3         | -4        | 5     | -6    |
| → Юргорден       | Итого            | Итого            | 12   | -7    | 4     | -2    | 3         | -4        | 19    | -13   |
| Акрон            | Премьер-лига     | 2024/25          | 0    | 0     | 0     | 0     | —         | —         | 0     | 0     |
| Акрон            | Итого            | Итого            | 0    | 0     | 0     | 0     | —         | —         | 0     | 0     |
| Всего за карьеру | Всего за карьеру | Всего за карьеру | 87   | -82/1 | 12    | -9    | 14        | -21       | 113   | -112  |